# Anatinellidae
Anatinellidae zijn een familie van tweekleppigen uit de superorde Imparidentia.

## Geslachten
- Anatinella Sowerby G. B II., 1833